# Cephalosphaera semispiralis
Cephalosphaera semispiralis är en tvåvingeart som beskrevs av José Albertino Rafael och Rosa 1992. Cephalosphaera semispiralis ingår i släktet Cephalosphaera och familjen ögonflugor. Inga underarter finns listade i Catalogue of Life.